# Митронов Іван Ілларіонович
Іван Ілларіонович Митронов (рос. Иван Илларионович Митронов; нар. 1913 — пом. 1969 (?)) — російський радянський футболіст, нападник. Найбільше відомий своїми виступи за московські клуби ЦБЧА та «Металург».

## Життєпис

### На першість Москви
Іван Мітронов розпочав займатися футболом наприкінці 1920-их років у команді Робітничого будинку «Пролетарська Кузня» (РБПК), яки обєднував спортивну молодь Замоскворіччя з заводу Динамо імені Кірова, а також заводів Паробуд, АМО і Трубоз'єднання. Митронов дебютував у команді 1928 року, коли клуб після вдало проведеного сезону в другому ешелоні першості Москви, стартував у вищій лізі чемпіонату міста, граючи тут нарівні з провідними клубами — «Динамо» або «Харчовик». У 1930 році РБПК розформували і майже всі його гравці перейшли до новоствореного «Торпедо». Але Іван залишився в команді при заводі Динамо, де й грав у нижчих лігах на першість міста майже до самого початку проведення першостей СРСР, коли його помітили тренери однієї з провідних команд, чемпіона Москви осені 1935 року — ЦБЧА. Щоправда, того ж року Митронов грав уже в «Сталінці».

### ЦБЧА
Перший, 1936 рік, у ЦБЧАА вийшов для Івана вдалим. У 15 поєдинках двох чемпіонатів і кубку забив 6 м'ячів. Але, головне, в рік дебюту Мітронова в складі армійців вперше проводилися чемпіонат та Кубок країни, і вийшло так, що саме цього форварду випало забити відразу декілька історичних перших м'ячів. Окрім іншого, йому часто приписують й перший гол в історії ЦСКА в чемпіонатах країни, він же перший гол у Москві в чемпіонатах країни — 23 травня 1936 року в ворота «Червоної Зірки» (перемога ЦБЧА 6:2). Але, за повідомленнями кореспондентів-очевидців з «Червоного Спорту», багатотиражки заводу Червона Зоря і Робочої Москви історичним голом відзначився Щавелєв (за повідомленням «Праці» це взагалі був Шелагін).
Що ж стосується безсумнівних голів, то Мітронов забив перший в історії м'яч армійців у кубку країни — 26 липня в Актюбінську місцевому «Динамо» в 1/32 фіналу кубку (52-га хвилина, підсумковий рахунок 4:0). І перший в історії гол у головному московському дербі на найвищому рівні — в чемпіонатах країни. Сталося це за повідомленням кореспондента І. Юр'єва з Червоного спорту наступним чином:
|  | 29 травня відбулася гра Спартак - ЦБЧА. За 2 години до матчу пішов дощ. Прекрасне поле стадіону Динамо стало слизьким. У трамваях, які йшли до Петровському парку, любителі футболу, розбираючи шанси команд, віддавали перевагу «Спартаку» ... На 9-ій хвилині матчу виконується кутовий. Спартаківець Степанов, прийнявши м'яч, зрізає його вгору, вискакує Митронов (ЦБЧА) й потужним ударом головою посилає м'яч в ворота. Десять тисяч глядачів шумно вітають успіх молодої дружної команди ЦБЧА ... З рахунком 3:0 на свою користь команда ЦБЧА покинула поле. |

У наступному матчі йому підкорилося ще одне історичне досягнення — перший хет-трик армійців у чемпіонатах країни. Сталося це 26 вересня 1937 року в Ленінграді на стадіоні імені Леніна в гостях у місцевого «Динамо». За повідомленням Г. Гільфа з Червоного спорту:
|  | За хвилину до перерви воротар «Динамо» Кузьмінський випустив з рук спійманий м'яч (вдарив Митронов), ЦБЧА відкрив рахунок. У другому таймі на 4-ій хвилині Митронов добре обійшов Кисельова і, не зупиняючись, забив другий м'яч. Ще через десять хвилин він же примудрився з звалища забити третій ... Матч виграла команда ЦБЧА з рахунком 3:2 |

Ці три м'ячі залишилися єдиними в чемпіонаті 1937 року для Митронова, а в червні відзначився своїм останнім голом за ЦБЧА — в кубку одеситам. У міжсезоння ЦБЧА і «московський» Металург здійснили своєрідний розмін нападниками — Іван відправився до «сталеварів», а у зворотний бік відправився молодий Григорій Федотов, який щойно забив свої перші 5 м'ячів у вищому дивізіоні.

### «Металург»
Перший час розмін пішов на користь усім учасникам. Обидва клуби покращили свої результати і вперше взяли медалі національної першості — «армійці» срібло, а «сталевари» — бронзу. За 3 передвоєнних сезону Митронов забив 42 м'ячі за «Металург», стабільно потрапляючи в 5-10 найкращих бомбардирів сезону та двічі відкрив рахунок в матчі з колишньою командою в 1939 році. Але за останніми з Федотовим й іншим екс-сталеваром Капелькіним на чолі вже не могли наздогнати — обидва матчі Металург програв 2:3 та 1:6. Армійці ще раз взяли медалі, а «Металург» в свою чергу вилетів у 1940 році.

### Роки війни
У сезоні 1941 року московські команди «Торпедо», «Локомотив», «Крила Рад» і «Металург» були розформовані, а з їх гравців були створені дві збірні профспілкових команд — «Профспілки-1» та «Профспілки-2». Митронов потрапив у другу команду. Команда встигла провести 10 матчів, останній — 18 червня проти «Стахановця», 0:1. Мітронов забив 4 м'ячі та став найкращим бомбардиром клубу на той час. 22 червня почалася війна, чемпіонат зупинений, і більше команда «Профспілки-2» ні в яких змаганнях участі не приймала. Незважаючи на зупинку матчів чемпіонату країни, футбол у країні тривав. Команди московських майстрів, зокрема, відкрили змагання на першість міста. При цьому профспілкова реформа московського футболу була майже повністю скасована — збірні «Профспілки-2» і «Профспілковий-1» розформували і знову відродили «Крила Рад», «Локомотив» і «Торпедо» (а «Металург» — поки немає). У «Торпедо» Митронов почав участь в матчах першості і кубку міста. Паралельно Іван навіть встиг попрацювати на шефському заводі торпедівцям — ЗІЛі. Як писав Червоний Спорт:
|  | По-стахановськи працюють на автозаводі ім. Сталіна багато майстрів футболу колишніх показових профспілкових команд. Дирекція заводу надала можливість майстрам футболу, колишнім робочим цього колективу, відновити виробничу кваліфікацію. Майстри I збірної профспілкової команди тт. Новіков, Проценко, Розумовський, Маслов, інженер Мошкаркін і майстри II збірної команди профспілок тт. Мітронов, Євсєєв, також працюють зараз вже на відповідальних ділянках і показують стахановську продуктивність праці. |

Дограти московський футбольний сезон 1941 року все ж не вдалося, він був перерваний в середині жовтня на момент найбільшого наближення німців до міста. Зате в чемпіонатах Москви 1942 — весняний та осінній, Митронову в складі «Торпедо» вдалося провести по повній програмі.

### У другій групі
Після того, як самі потенційно продуктивні роки Мітронова витрачені на воєнний час, повернутися на рівень вищого дивізіону йому вже не вдалося. Повоєнні роки його кар'єри припали на змагання дивізіоном нижче — у другій групі, як вона тоді називалася. Тут він змінив 3 команди — «Стахановець» зі Сталіно, московський «Харчовик» (не плутати з клубом «Харчовики» — прабатьком «Спартака» наприкінці 1920-их) і відроджений після війни рідний московський «Металург», який в ці роки вже сходив зі сцени. З початком 1950-их «Металург» знову зник, щоб відродитися в 1960-ті під назвою «Серп і молот», але колишніх висот клуб вже ніколи не досягав. Закінчив кар'єру Митронов в 1951 році граючим тренером однойменного клубу — «Металург», з міста Боровичі Новгородської області. Помер Іван Іларіонович у 1969 році.

## Статистика виступів
Вказані сезони тільки в національних чемпіонатах і кубках. Регіональні та міські змагання не вказуються.
| Клуб                    | Див               | Сезон             | Чемпіонат | Чемпіонат | Кубки | Кубки | Єврокубки | Єврокубки | Загалом | Загалом |
| Клуб                    | Див               | Сезон             | Матчі     | Голи      | Матчі | Голи  | Матчі     | Голи      | Матчі   | Голи    |
| ----------------------- | ----------------- | ----------------- | --------- | --------- | ----- | ----- | --------- | --------- | ------- | ------- |
| ЦБЧА                    | А                 | 1936в             | 6         | 2         | 0     | 0     | 0         | 0         | 6       | 2       |
| ЦБЧА                    | А                 | 1936о             | 7         | 2         | 2     | 2     | 0         | 0         | 9       | 4       |
| ЦБЧА                    | А                 | 1937              | 6         | 3         | 2     | 1     | 0         | 0         | 8       | 4       |
| ЦБЧА                    | Загалом           | Загалом           | 19        | 7         | 4     | 3     | 0         | 0         | 23      | 10      |
| «Металург» (Москва)     | А                 | 1938              | 19        | 13        | 4     | 3     | 0         | 0         | 23      | 16      |
| «Металург» (Москва)     | А                 | 1939              | 25        | 16        | 1     | 0     | 0         | 0         | 26      | 16      |
| «Металург» (Москва)     | А                 | 1940              | 21        | 10        | 0     | 0     | 0         | 0         | 0       | 0       |
| «Металург» (Москва)     | Загалом           | Загалом           | 65        | 39        | 5     | 3     | 0         | 0         | 70      | 42      |
| «Профспілки-2»          | А                 | 1941              | 10        | 4         | 0     | 0     | 0         | 0         | 10      | 4       |
| «Профспілки-2»          | Загалом           | Загалом           | 10        | 4         | 0     | 0     | 0         | 0         | 0       | 0       |
| «Стахановець» (Сталіно) | Б                 | 1945              | 13        | 6         | 2     | 0     | 0         | 0         | 15      | 6       |
| «Стахановець» (Сталіно) | Загалом           | Загалом           | 13        | 6         | 2     | 0     | 0         | 0         | 15      | 6       |
| «Харчовик» (Москва)     | Б                 | 1946              | 24        | 0         | 1     | 0     | 0         | 0         | 25      | 0       |
| «Харчовик» (Москва)     | Загалом           | Загалом           | 24        | 0         | 1     | 0     | 0         | 0         | 25      | 0       |
| «Металург» (Москва)     | Б                 | 1948              | 28        | 11        | 1     | 0     | 0         | 0         | 29      | 11      |
| «Металург» (Москва)     | Б                 | 1949              | ?         | ?         | 0     | 0     | 0         | 0         | ?       | ?       |
| «Металург» (Москва)     | Загалом           | Загалом           | 28        | 11        | 1     | 0     | 0         | 0         | 29      | 11      |
| Усього за кар'єру       | Усього за кар'єру | Усього за кар'єру | 159       | 67        | 13    | 6     | 0         | 0         | 172     | 73      |

## Досягнення

### Командні
«Металург» (Москва)
- Клас «А» чемпіонату СРСР
  -  Бронзовий призер (1): 1938